# Lucius Apustius Fullo (Konsul 226 v. Chr.)
Lucius Apustius Fullo war ein römischer Politiker im letzten Drittel des 3. Jahrhunderts v. Chr.
Er gelangte als erster seiner gens in den Senat und erreichte zusammen mit Marcus Valerius Maximus Messalla 226 v. Chr. das Konsulat; die Konsularfasten weisen ihn als Sohn eines Lucius und Enkel eines Gaius aus. Von ihm ist sonst nichts weiter bekannt. Analog zu seinem Kollegen im Konsulat könnte auch er im Zweiten Punischen Krieg Verwendung gefunden haben, zumindest erwähnt der Historiker Titus Livius zum Jahr 215 v. Chr. einen Legaten Lucius Apustius bei Tarent. Sein cognomen Fullo, lateinisch für Walker, weist wohl auf den in seiner Familie ausgeübten Beruf hin.
Aus den folgenden Jahrzehnten sind noch weitere Vertreter der gens Apustia bekannt. Der gleichnamige Prätor von 196 v. Chr. könnte sein Sohn sein. Ein Lucius Apustius wird für 200 im Zweiten Makedonischen Krieg und 190 v. Chr. als Legat genannt, der schließlich in Lykien bei Kämpfen ums Leben kam. Ein Publius Apustius gehörte 161 v. Chr. einer Gesandtschaft nach Kyrene zu Ptolemaios VIII. Physkon an.